# Odd Frantzen
Odd Frantzen (Bergen, 20 de gener de 1913 - Bergen, 2 d'octubre de 1977) fou un futbolista noruec de la dècada de 1930.
Disputà 20 partits amb la selecció de futbol de Noruega, amb la qual guanyà la medalla de bronze als Jocs Olímpics de 1936 i participà en el Mundial de 1938. Pel que fa a clubs, va pertànyer al SK Hardy.